# Ana Maria Marković
Ana Maria Marković (Split, 9 de novembro de 1999) é uma futebolista croata que atua como atacante. Atualmente joga pelo Braga Feminino e pela Seleção Croata.

## Início da vida
Ana Maria Marković é descendente de croatas por parte de mãe, que vem de Split. Ana Maria nasceu em Split e mudou-se com sua família para a Suíça aos 12 anos, crescendo em Zurique.

## Carreira

### Início da carreira
Aos 14 anos, Ana Maria Marković começou a jogar futebol na Suíça; ela afirmou que começou a jogar após se sentir motivada com o crescimento do Futebol feminino. Enquanto estava na Suíça, ela jogou pelo time Sub-21 do FC Zurich por três temporadas antes de se mudar para o Grasshopper.

### Seleção Nacional
Tendo chamado a atenção da Federação Croata de Futebol ao jogar pelo Grasshopper na Suíça, Ana Maria Marković foi convocado para jogar pela seleção croata.

## Estatísticas

### Clube
- Atualizado até Na partida disputada em 4 de março de 2023[5][6]

| Clube                | Temporada         | Liga                       | Liga  | Liga | Play-offs | Play-offs | Copa  | Copa | Total | Total |
| Clube                | Temporada         | Divisão                    | Jogos | Gols | Jogos     | Gols      | Jogos | Gols | Jogos | Gols  |
| -------------------- | ----------------- | -------------------------- | ----- | ---- | --------- | --------- | ----- | ---- | ----- | ----- |
| FC Zürich Frauen U21 | 2017–18           | Nationalliga B             | 4     | 3    | —         | —         | —     | —    | 4     | 3     |
| FC Zürich Frauen U21 | 2018–19           | Nationalliga B             | 12    | 2    | —         | —         | —     | —    | 12    | 2     |
| FC Zürich Frauen U21 | 2019–20           | Nationalliga B             | 11    | 2    | —         | —         | —     | —    | 11    | 2     |
| FC Zürich Frauen U21 | Total             | Total                      | 27    | 7    | 0         | 0         | 0     | 0    | 27    | 7     |
| Grasshopper          | 2020–21           | Swiss Women's Super League | 25    | 2    | —         | —         | 5     | 6    | 30    | 8     |
| Grasshopper          | 2021–22           | Swiss Women's Super League | 15    | 1    | 4         | 0         | 6     | 6    | 25    | 7     |
| Grasshopper          | 2022–23           | Swiss Women's Super League | 12    | 1    | —         | —         | 4     | 1    | 16    | 2     |
| Total                | Total             | Total                      | 52    | 4    | 4         | 0         | 15    | 13   | 71    | 17    |
| Total na carreira    | Total na carreira | Total na carreira          | 79    | 11   | 4         | 0         | 15    | 13   | 98    | 24    |

### Seleção
| # | Data                   | Local                                | Adversário | Gols | Resultado | Competição                                                 |
| - | ---------------------- | ------------------------------------ | ---------- | ---- | --------- | ---------------------------------------------------------- |
| 1 | 30 de Novembro de 2021 | Stadion Aldo Drosina, Pula (Croácia) | Moldávia   | 1–0  | 4–0       | Eliminatórias da Copa do Mundo de Futebol Feminino de 2023 |

## Honrarias
Grasshopper Club Zürich Frauen
- Swiss Women's Cup: 2021–22[7] vice-campeã